# Elies el Jove
Elies d'Enna o el Jove (Enna, Sicília, 823 - Salònica, 17 d'agost de 903) fou un monjo i anacoreta italià, pelegrí per diversos llocs. És venerat com a sant per les esglésies catòlica i ortodoxa.

## Biografia
Elies va néixer a Henna el 823 amb el nom de Joan Raquites. Una incursió musulmana a Sicília en 859 va fer que Joan abandonés la ciutat; no obstant això, va ésser fet presoner i venut com a esclau a l'Àfrica. Alliberat, va començar a predicar-hi l'Evangeli i pelegrinà a Palestina, on va rebre l'hàbit monàstic de mans del patriarca de Jerusalem, vivint en un monestir basilià de la Península del Sinaí i prenent el nom d’Elies. Després de tres anys com a monjo, va iniciar un seguit de viatges que el portaren a Alexandria, Pèrsia, Antioquia i el nord d'Àfrica.
El 878, quan Siracusa caigué en mans dels àrabs, Elies tornà a Sicília, trobant la seva mare a Palerm i conegué a Taormina Daniel, que serà el seu company de viatges. D'aquí marxà a Calàbria, on el 884 fundà un monestir a la Vall de les Salines, a Seminara, prop de Reggio Calabria, que prendrà el nom de Sant'Elia. La invasió àrab va fer que Elies marxés a Patras (Grècia) i a les muntanyes d'Aspromonte, a Santa Caterina. Elies, ja molt conegut, va fer un pelegrinatge a Roma.
Els seus viatges i la seva tasca d'evangelització a Europa, Àsia i Àfrica, va estendre la seva fama fins a Constantinoble, on l'emperador Lleó VI el Filòsof el convidà a anar-hi. Elies va començar el viatge, però en arribar a Salònica va emmalaltir i hi morí el 17 d'agost del 903.

## Veneració
Daniel, que l'acompanyava, el feu soterrar al monestir de Seminara. Al segle xviii, el monestir fou enderrocat i el seu culte sobrevisqué en un nou monestir ortodox anomenat de Santi Elia il Giovane e Filarete l'Ortolano. També és venerat a la ciutat d'Enna, a Reggio Calabria i a Melicuccà.